# Centrolene gorzulae
Centrolene gorzulae är en groddjursart som först beskrevs av Jose Ayarzagüena 1992.  Centrolene gorzulae ingår i släktet Centrolene och familjen glasgrodor. IUCN kategoriserar arten globalt som otillräckligt studerad. Inga underarter finns listade i Catalogue of Life.